# Zackary Arthur
 (mai 2016).
Zackary Arthur Herrera est un acteur américain, né le 12 septembre 2006, connu pour avoir notamment interprété le rôle de Jake Wheeler dans la série télévisée Chucky qui fait suite au dernier film, Le Retour de Chucky, sorti en 2017. Il tient également le rôle récurrent de Zack dans la série Transparent.
En janvier 2023, la série Chucky est renouvelée pour une troisième saison, qui est diffusée sur SYFY, USA Network et Peacock du 4 octobre au 25 octobre 2023 pour la première partie, et du 10 avril au 1er mai 2024, pour la deuxième partie.

## Filmographie

### Cinéma
- 2016 : La Cinquième Vague (The 5th Wave) de J Blakeson : Sammy Sullivan
- 2017 : Don't Come Back from the Moon de Bruce Thierry Cheung : Kolya Smalley
- 2017 : Mom and Dad de Brian Taylor : Josh Ryan
- 2021 : Secret Agent Dingledorf and His Trusty Dog Splat de Billy Dickson : Bernie Dingledorf
- 2021 : Hero Dog: The Journey Home de Richard Boddington : Max Davis

### Télévision
- 2014-2019 : Transparent : Zack Novak (rôle récurrent - 19 épisodes)
- 2015 : Best Friends Whenever : Naldo à 9 ans (saison 1, épisode 6)
- 2016-2017 : Teachers David (2 épisodes, saison 1 - 1 épisode, saison 2)
- 2016 : Grey's Anatomy : Peter Green (saison 12, épisode 20)
- 2017 : Ray Donovan : Freddy Jr. (saison 5, épisode 9)
- 2018 : S.W.A.T. : un garçon (saison 1, épisode 9)
- 2018-2020 : Kidding : Jeff Piccirillo jeune (2 épisodes, saison 1 - 1 épisode, saison 2)
- 2019 : Better Things : un ami de Shak (saison 3, épisode 2)
- depuis 2021 : Chucky : Jake Wheeler (rôle principal - en cours)